# Giorgio Clerici, III marchese di Cavenago
Giorgio Clerici, III marchese di Cavenago, detto anche Giorgio II (Milano, 14 ottobre 1648 – Milano, 14 dicembre 1736), è stato un nobile e politico italiano.

## Biografia
Giorgio Clerici venne alla luce a Milano, nella casa di famiglia nella parrocchia di San Protaso ad monachos, nel quartiere di Porta Comasina, il 14 ottobre 1648. Unico figlio di Carlo Ludovico Clerici, II marchese di Cavenago, e di sua moglie, Eufemia Bonetti, figlia di Giovanni Battista, già decurione e senatore a Cremona.
Compì gli studi di giurisprudenza come allievo del Collegio Borromeo e si laureò all'Università degli Studi di Pavia nel 1669. Entrò quindi a far parte del Collegio dei Giureconsulti di Milano da dove ebbe inizio la sua carriera nelle cariche della vita civile e politica del ducato di Milano: dal 1672 venne nominato vicario pretorio della città di Cremona, ottenendo dall'anno successivo la nomina a questore soprannumerario a Milano. Nel 1676 venne promosso questore effettivo dopo la morte di Leonardo Calderari, e dal 1684 ottenne il seggio di senatore (dopo aver sollecitato tale carica per ben due volte al governo spagnolo).
Quando nel 1676 suo padre venne nominato reggente per Milano del Supremo Consiglio d'Italia a Madrid, lui stesso si portò in Spagna per farsi notare e perorare la propria causa presso la corte spagnola. Tornato in patria, divenne capo della sua casata dopo la morte del padre e, quasi contemporaneamente, riassorbì il patrimonio famigliare che suo nonno Giorgio (detto Giorgione) aveva ripartito equamente tra i suoi figli, le cui stirpi maschili si estinsero quasi tutte senza eredi. Nel 1681, compartecipò con la marchesa Marzorati e il conte Crivelli all'acquisto di un'ampia parte del giardino del Castello Sforzesco di Milano.
Durante gli anni in cui Giorgio ebbe la guida delle fortune della sua famiglia, il patrimonio dei Clerici aumentò considerevolmente, raggiungendo oltre 40 000 pertiche milanesi di estensione nel solo contado milanese, raddoppiando quasi quindi la fortuna lasciatagli dall'avo. Continuò inoltre le operazioni bancarie che avevano notevolmente acquisito il nonno omonimo, giungendo a vantare crediti presso l'Ospedale Maggiore di Milano per oltre 200 000 lire.
Come suo padre, dopo due anni di senatore a Milano, venne chiamato a Madrid a ricoprire l'incarico di reggente del Supremo Consiglio d'Italia e nel 1691 venne nominato ad interim gran cancelliere del ducato di Milano, carica immediatamente inferiore solo a quella di Governatore che, per ragione di stato, era di norma affidata a nobili spagnoli. Nel 1694, subentrò al conte Marco Arese come presidente del Magistrato Ordinario, carica che mantenne per circa vent'anni.
Alla morte di Carlo II di Spagna, con l'aprirsi della guerra di successione, il Clerici decise di giurare fedeltà a Filippo V, mentre il rivale di questi, il futuro imperatore Carlo VI d'Asburgo, gli concesse la carica trasmissibile di decurione a Como, nella speranza di farlo propendere col suo florido patrimonio e la sua influenza nel milanese, dalla sua parte. Data la posizione ondivaga tenuta nei confronti dei due candidati al trono spagnolo, Giorgio Clerici probabilmente meditò di ripiegare momentaneamente nella Confederazione Elvetica se nel 1706 fece domanda per ottenere la cittadinanza della Repubblica dei Dodici Cantoni.
Quando due anni dopo il ducato di Milano si trovava ormai saldamente nelle mani della dinastia degli Asburgo d'Austria, diede alle stampe una lettera inviatagli dall'allora imperatore Leopoldo I del Sacro Romano Impero nel 1693 che lo lodava per il servizio militare prestato a favore dell'impero, per far dimenticare di aver giurato fedeltà al filo-francese Filippo V. L'imperatore Giuseppe I, ad ogni modo, lo nominò in quello stesso anno suo consigliere intimo di stato e nel 1711 il suo successore, Carl VI, gli rinnovò il privilegio già concessogli a suo tempo di succedere alla presidenza del senato milanese dopo la morte del presidente in carica. Nel 1712 ebbe un breve momento di sfavore quando riuscì ad inimicarsi il conte Rocca Stella, uno dei favoriti di Carlo VI, il quale tentò senza successo di allontanarlo dai suoi incarichi politici, motivo per cui venne sospeso dalle sue cariche per qualche tempo e subì delle verifiche sul suo operato. Ancora una volta Giorgio Clerici fece valere le sue potenti amicizie, ed in particolare quella con il principe Eugenio di Savoia il quale fu tra i primi ad intercedere in suo favore presso la corte imperiale. Nel marzo del 1713 venne reintegrato in tutte le sue cariche e scagionato da ogni colpa.
Tra gli ultimi incarichi della sua vita, gli venne affidata la mediazione del marchesato di Finale alla Repubblica di Genova, cercando di evitare l'influenza del Piemonte che pure mirava ad acquisire quei territori.
Nel 1717, finalmente, riuscì a divenire presidente del senato di Milano, succedendo a Luca Pertusati, restando in carica sino al 1733, quando venne costretto a dimettersi per raggiunti limiti di età.
Morì a Milano il 14 dicembre 1736. Essendogli premorto il figlio e il nipote, alla sua morte venne succeduto nei suoi titoli e nel suo ancor cospicuo patrimonio nel pronipote Anton Giorgio.

## Matrimoni e figli
Nel 1669 sposò Caterina Pallavicini Trivulzio, già vedova del marchese Giovan Battista Casnedi, e figlia del marchese Giovanni Giorgio. Da questa unione nacquero tre figli: 
- Carlo Francesco (1672-1722), sposò Giovanna Ferrero Fieschi (1674-?), dalla quale ebbe:
  - Carlo Giorgio (1696-1717), sposò Maria Gaetana Archinto dei marchesi di Parona, dalla quale ebbe:
    - Anton Giorgio (1715-1768), erede del bisnonno

  - Irene, monaca[2]
  - Marianna (1714-26 ottobre 1751[3]), sposò il marchese Pio Ghislieri Aizaghi Malaspina (1704-1771)[2]
- Cecilia
- Clara

Alla morte della prima moglie, si risposò per quanto anziano con Barbara Barbavara di Gravellona, figlia del vicario di provvisione Giuseppe Barbavara, dalla quale avrà un'altra figlia:
- Rosa Gaspara (15 aprile 1722-29 luglio 1807[4]), sposò nel 1737 Federico II Fagnani, III marchese di Gerenzano

## Ascendenza
|                                                 |   |              | Genitori |  |  | Nonni |  |  | Bisnonni           |  |  | Trisnonni              |  |
|                                                 |   |              |          |  |  |       |  |  | Cristoforo Clerici |  |  | Pietro Antonio Clerici |  |
|                                                 |   |              |          |  |  |       |  |  | Cristoforo Clerici |  |  | Pietro Antonio Clerici |  |
|                                                 |   | …            |          |  |  |       |  |  | Cristoforo Clerici |  |  |                        |  |
| Giorgio I Giorgione Clerici                     |   |              |          |  |  |       |  |  | Cristoforo Clerici |  |  |                        |  |
|                                                 |   | …            | …        |  |  |       |  |  |                    |  |  |                        |  |
|                                                 |   | …            | …        |  |  |       |  |  |                    |  |  |                        |  |
|                                                 |   | …            | …        |  |  |       |  |  |                    |  |  |                        |  |
| Carlo Ludovico Clerici, II marchese di Cavenago |   | …            |          |  |  |       |  |  |                    |  |  |                        |  |
|                                                 |   | Gabrio Porro | …        |  |  |       |  |  |                    |  |  |                        |  |
|                                                 |   | Gabrio Porro | …        |  |  |       |  |  |                    |  |  |                        |  |
|                                                 |   | Gabrio Porro | …        |  |  |       |  |  |                    |  |  |                        |  |
| Angiola Porro                                   |   | Gabrio Porro |          |  |  |       |  |  |                    |  |  |                        |  |
|                                                 |   | …            | …        |  |  |       |  |  |                    |  |  |                        |  |
|                                                 |   | …            | …        |  |  |       |  |  |                    |  |  |                        |  |
|                                                 |   | …            | …        |  |  |       |  |  |                    |  |  |                        |  |
| Giorgio Clerici, III marchese di Cavenago       |   | …            |          |  |  |       |  |  |                    |  |  |                        |  |
|                                                 | … | …            |          |  |  |       |  |  |                    |  |  |                        |  |
|                                                 | … | …            |          |  |  |       |  |  |                    |  |  |                        |  |
|                                                 | … | …            |          |  |  |       |  |  |                    |  |  |                        |  |
| Giovanni Battista Bonetti                       | … |              |          |  |  |       |  |  |                    |  |  |                        |  |
|                                                 |   | …            | …        |  |  |       |  |  |                    |  |  |                        |  |
|                                                 |   | …            | …        |  |  |       |  |  |                    |  |  |                        |  |
|                                                 |   | …            | …        |  |  |       |  |  |                    |  |  |                        |  |
| Eufemia Bonetti                                 |   | …            |          |  |  |       |  |  |                    |  |  |                        |  |
|                                                 |   | …            | …        |  |  |       |  |  |                    |  |  |                        |  |
|                                                 |   | …            | …        |  |  |       |  |  |                    |  |  |                        |  |
|                                                 |   | …            | …        |  |  |       |  |  |                    |  |  |                        |  |
| …                                               |   | …            |          |  |  |       |  |  |                    |  |  |                        |  |
|                                                 |   | …            | …        |  |  |       |  |  |                    |  |  |                        |  |
|                                                 |   | …            | …        |  |  |       |  |  |                    |  |  |                        |  |
|                                                 |   | …            | …        |  |  |       |  |  |                    |  |  |                        |  |
|                                                 |   | …            |          |  |  |       |  |  |                    |  |  |                        |  |